# Gare de Ouled Derradj
La gare de Ouled Derradj est une gare ferroviaire algérienne située sur le territoire de la commune de Ouled Derradj, dans la wilaya de M'Sila.

## Situation ferroviaire
Établie à une altitude de 490 m, la gare est située au point kilométrique (PK) 124,2 de la ligne de Aïn Touta à M'Sila où elle est précédée de la gare de Berhoum et suivie de celle de M'Sila.
| \| M'Sila Medjez Aïn El Hadjel Ouled Derradj Magra Berhoum \| Localisation de la gare de Ouled Derradj dans la wilaya de M'Sila. |
| M'Sila Medjez Aïn El Hadjel Ouled Derradj Magra Berhoum                                                                          |

## Service des voyageurs

### Desserte
En 2023, la gare n'est pas desservie par les trains de la Société nationale des transports ferroviaires.